# 1961年至1962年英格蘭足總盃
1961/62球季英格蘭足總盃（英語：FA Cup），是第81屆英格蘭足總盃，今屆賽事的冠軍是熱刺，他們在決賽以3:1擊敗般尼，奪得冠軍。本屆賽事繼續在舊溫布萊球場舉行。
熱刺繼去季的冠軍後，再度贏得冠軍，衛冕成功。

## 外部連結
1. 英格蘭足總盃官網Archive-It的存檔，存档日期2012-04-24
2. 英格蘭足總盃 歷屆冠軍（页面存档备份，存于）